# Barahir
Barahir (‘señor de la torre’ en sindarin) es un personaje ficticio del legendarium del escritor británico J. R. R. Tolkien. Era un Edain, el señor de la Primera Casa, hijo de Bregor, esposo de Emeldir y padre de Beren.

## Historia ficticia
Él fue quien salvó de la muerte a Finrod, cuando este fue rodeado en el marjal de Serech por los orcos; allí el adan levantó un «muro de lanzas» contra los servidores de Morgoth. Finrod le recompensó jurándole amistad eterna, y le dio como regalo un anillo con forma de dos serpientes con esmeraldas por ojos y coronadas con guirnaldas de flores, como símbolo de amistad entre los hombres y los elfos, que en adelante fue una joya, no solo de los edain, sino que pasó a los dúnedain de la casa de Isildur. Por lo anterior Barahir fue por derecho Señor de la Casa de Bëor y fue a vivir a Dorthonion.
Tras la caída de Dorthonion en la batalla de «La Llama Súbita», Barahir siguió resistiendo a los orcos palmo a palmo junto a «Beren, su hijo, y Baragund y Belegund, sus sobrinos, hijos de Bregolas, y nueve fieles servidores de su casa, cuyos nombres se recordaron largo tiempo en los cantos de los Noldor: Radhruin y Dairuin eran ellos, Dagnir y Ragnor, Gildor y Gorlim el Desdichado, Arthad y Urthel, y Hathaldir el Joven». Aun cuando las mujeres al mando de su esposa Emeldir se retiraron a Brethil; el grupo de Barahir quedó en la región y se ocultaron en las altas tierras del norte de Dorthonion. 
Murió, finalmente a manos de los servidores de Morgoth en Aeluin, en donde se había ocultado con los doce compañeros, por la traición de Gorlim, salvándose solo su hijo Beren.